# Ока (футбольний клуб)
Ока — футбольний клуб, який базується у місті Ступіно Московської області Росії. Виступає у групі «А» ЛФЛ Московської області Третього дивізіону Росії. Домашній стадіон «Металург» вміщує 8800 глядачів.
У 1932 році у місті було засновано дві футбольні команди «Будівельник» та «Крылья Советов». 1949 року команда із Ступіно виграє першість Московської області і отримує право виступати у Першості РСФСР.
У 1968 році футбольна команда отримала назву «Ока». У 1968-1970 рр «Ока» брала участь у першості СРСР серед команд майстрів класу «Б», при цьому найвдалішим був перший сезон, у якому команда стала переможцем зональних змагань.
З 1971 по 1989 рік виступала у першості Московської області. У 1990 та 1991 р «Ока» бере участь у першості РСФСР серед колективів фізкультури. З 1992 року бере участь у Першості Росії серед любительських команд спочатку в групі «Б», а з 1998 року в групі «А». Найкращих результатів команда домагалась у 2005, 2006 та 2009 рр. — другі місця.